# Нутрицевтики

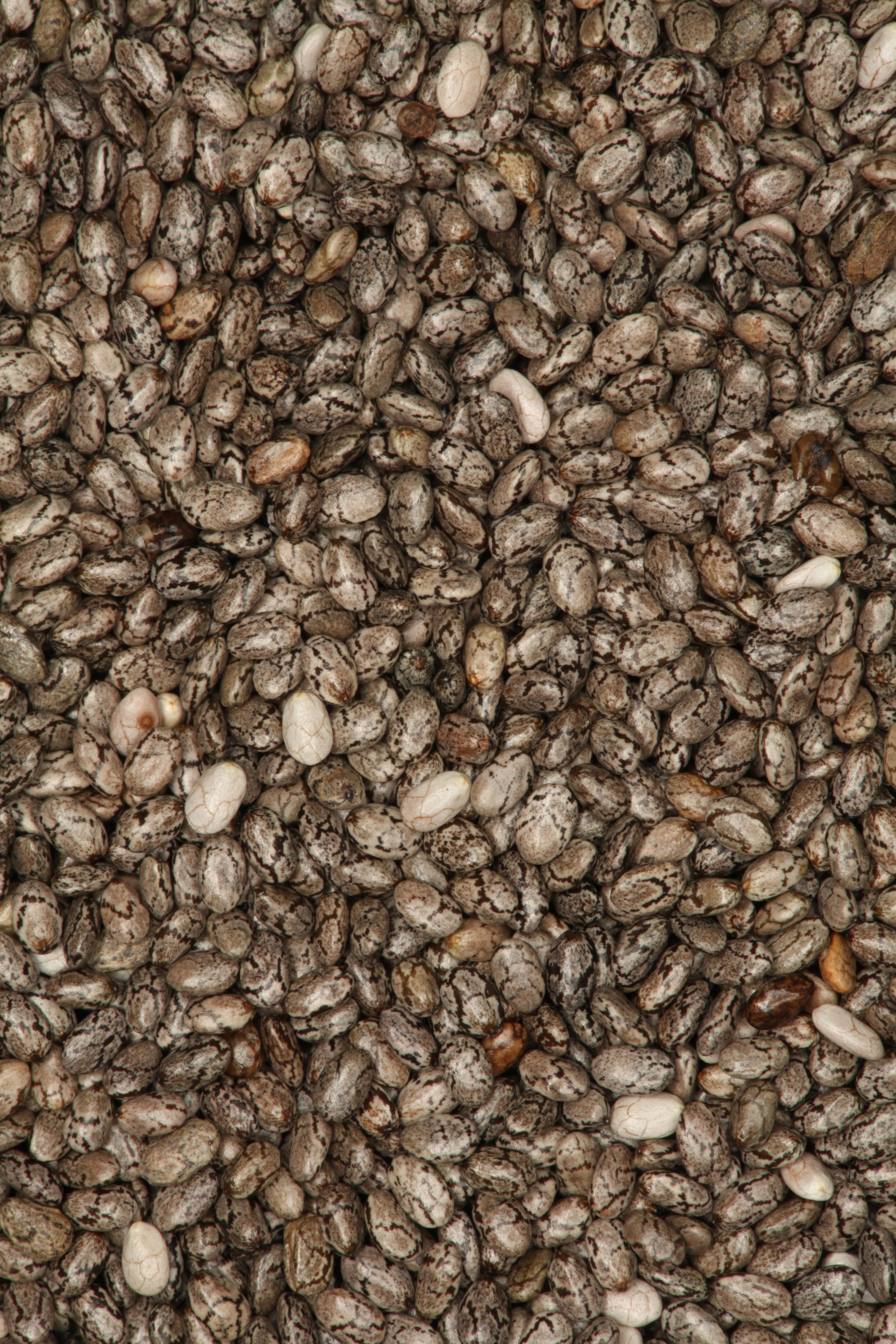
Насіння чіа, багате α-ліноленовою кислотою

Нутрицевтики[джерело?] (англ. nutraceuticals) — термін, що стосується біологічно активних добавок і різних харчових продуктів. У законодавстві країн світу використовують різні визначення «нутрицевтиків».

## Міжнародне становище

### Євросоюз
Відповідно до норм Європейського агентства з лікарських засобів (EMEA) нутрицевтики мають статус товарів, що продаються вільно, тобто їх продаж дозволяється на тих самих умовах, що й інших продуктів харчування (зокрема, відповідно до норм безпеки, заявленого складу тощо), тобто вітаміни та мінеральні речовини, фітопродукти та інші нутрицевтики в лікарській формі, якщо вони не зареєстровані відповідно до законодавства як лікарські засоби, прирівнюються до продуктів харчування. Але кожна з країн Євросоюзу має власні норми щодо виробництва та контролю за обігом нутрицевтиків. У Англії обіг нутрицевтиків підпадає під дію так званого «UK Medicines Act», приведеного у відповідність до європейського законодавства 1995 року. Цей документ передбачає необхідність одержання спеціальної ліцензії для виробництва, експорту та продажу нутрицевтиків на території країни.
У Німеччині якість нутрицевтиків регламентують два документи: «Положення про діяльність аптек» та «Припис про декларацію харчової цінності».
В Австрії для характеристики нутрицевтиків існує таке визначення, як Verzehrprodukte (середнє між харчовими продуктами і лікарськими засобами). Продаж їх здійснюється після відповідної сертифікації.
Правові акти, що визначають порядок обігу нутрицевтиків, розроблено також у Бельгії, Нідерландах та Греції.

### Канада
Відповідно до законодавства Канади, нутрицевтики можуть бути реалізовані як їжа або як лікарський засіб; терміни «нутрицевтики» та «функціональні продукти харчування» юридично не відрізняються; будь-яким із цих термінів можна позначати продукт «відокремлений або очищений від харчових продуктів, що продається переважно в лікарській формі, зазвичай не асоціюється з їжею, і з оголошенням про те, що даний продукт здатний покращити фізіологічний стан або захистити від хронічного захворювання».

### США
Термін «нутрицевтик» (англ. nutraceutical) не визначений у законодавстві США. Залежно від складу та торгового маркування, продукт може бути визнаним біологічно активною речовиною, біологічно активною добавкою, харчовим інгредієнтом або харчовим продуктом.

### Японія
Японія однією з перших 1989 року ухвалила закон про покращення харчування. Японський уряд визнає функціональне харчування як альтернативу медикаментозної терапії та визначає його як Food for Specific Health Use (FOSHU). Закон про поліпшення харчування в Японії включає п'ять категорій «Продуктів для харчування організму людини спеціального дієтичного використання»:
- сухе молоко для вагітних і жінок, що годують;
- сухе молоко за особливим рецептом для немовлят;
- продукти для харчування людей похилого віку, яким важко пережовувати та ковтати;
- поодинокі продукти для харчування хворих (тобто продукти з натрієм, калоріями, білком, лактозою, а також протиалергічні) та групи продуктів для дієт із низьким вмістом натрію, для діабетиків, для осіб з хворобами печінки та старечою огрядністю;
- продукти харчування спеціального оздоровчого використання (FOSHU).

### Росія
Термін «нутрицевтик» у законодавстві Росії не визначено. Залежно від компонентів (виду нутрицевтиків) та складу й форми продукту чи препарату, а також виробничої технології (фармацевтія чи продукти харчування), з якими він надходить у продаж, продукт можна класифікувати як препарат — біологічно активна добавка (випускається на фармвиробництві у формі лікарських препаратів) або як харчовий інгредієнт, продукт харчування з дієтичними або іншими властивостями (випускають виробники продуктів).

### Митний союз
Біологічно активні добавки в лікарській формі[⇨] відповідно до ТР ТС 021 та ТР ТС 027 повинні пройти обов'язкову реєстрацію для допуску до продажу на території Митного союзу. Кількості та функціональні призначення всіх добавок які містяться в продукції (препараті) мають бути узгодженими та зазначеними на етикетці. Кожен препарат, допущений до продажу на території Митного союзу відповідно до ТР ТС 022, має реєстраційний номер свідоцтва про державну реєстрацію (СДГР) та вноситься до єдиної бази даних ЕБД НДІ.

### Світовий ринок
Світові стандарти якості нутрицевтиків поки що не прийнято, що ускладнює оцінку якості та ефективності таких продуктів, що експортуються з різних країн. Найчастіше виробники заявляють про наявність у продукції органічно вирощених або «екзотичних» інгредієнтів, але ці терміни не мають загальноприйнятих у всьому світі визначень, і подібні твердження постачальників не кажуть нічого конкретного про якість і безпеку нутрицевтиків. Окремі компанії в гонитві за прибутком можуть у свою експортну продукцію навмисно включати дешеві низькоякісні або неефективні складники.
Тим не менш, проведене 2012 року маркетингове дослідження показало, що продаж нутрицевтиків (включно з біологічно активними добавками: вітамінні, мінеральні, рослинні та інші, а також функціональні харчові продукти та напої) мають стійку тенденцію до зростання, і до 2018 року можуть досягти 250 млрд доларів США.

## Класифікація нутрицевтиків

### Біологічно активні добавки

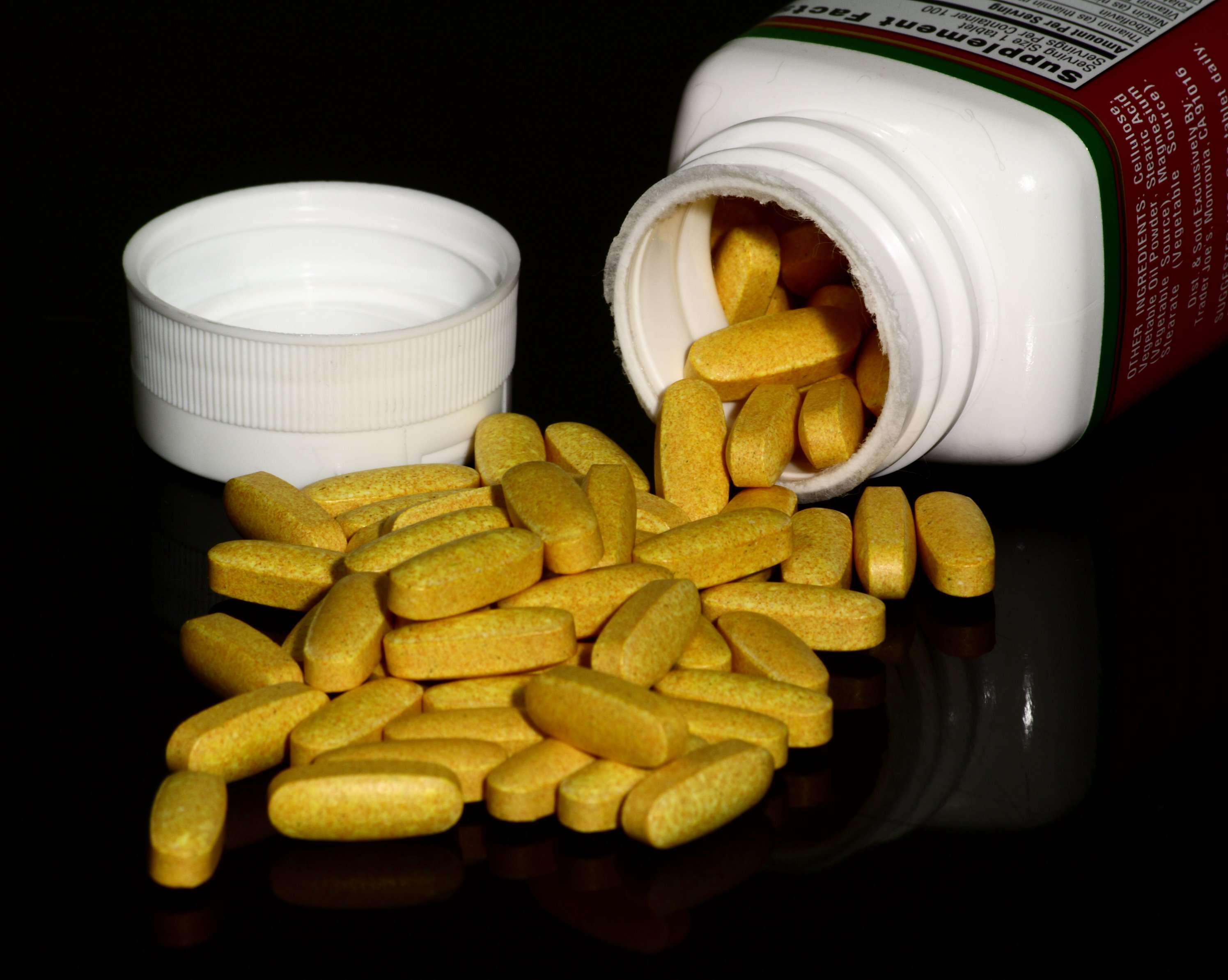

Біологічно активна добавка (англіц. «дієтична добавка» від dietary supplement; використовувати як синонім «харчова добавка» — помилка) містить поживні речовини, отримані з харчових продуктів і сконцентровані у формі рідини або у вигляді капсула. У США «Закон про харчові добавки в охороні здоров'я та освіті» (англ. Dietary Supplement Health and Education Act, DSHEA), прийнятий 1994 року, визначив цей термін як:
харчова добавка — продукт, призначений для вживання внутрішньо перорально, який містить той чи інший «дієтичний складник», призначений для доповнення харчового раціону. До «дієтичних складників» цих продуктів можуть належати: вітаміни, мінерали, лікарські та інші рослини, амінокислоти, а також речовини на зразок ензимів, органічної клітковини, залоз та метаболітів. Харчові добавки можуть мати вигляд екстрактів і концентратів, і в різних формах, таких як таблетки, капсули, софтгелі, гель-капсули, рідини та порошкиОригінальний текст (англ.)
A dietary supplement is a product taken by mouth that contains a "dietary ingredient" intended to supplement the diet. The "dietary ingredients" in these products may include: vitamins, minerals, herbs or other botanicals, amino acids, and substances such as enzymes, organ tissues, glandulars, and metabolites. Dietary supplements can also be extracts or concentrates, and may be found in many forms such as tablets, capsules, softgels, gelcaps, liquids, or powders.

### Нутрицевтики в лікарській формі
Нутрицевтик у лікарській формі (БАД) — це продукт (лікарська форма), отриманий на фармацевтичному виробництві, в якому як діюча речовина використовуються один або кілька складників, отриманих із лікарських рослин або органічних сполук, що надають додаткову користь для здоров'я. Залежно від юрисдикції, нутрицевтики в лікарській формі можуть бути визнані та використані як лікарські засоби (наприклад, вітаміни). Поділяють нутрицевтики в лікарській формі за напрямом їх впливу, на призначені для того, щоб:
- запобігти хронічним захворюванням,
- покращити здоров'я,
- затримати процес старіння,
- підвищити тривалість життя,
- підтримувати структуру чи функції організму.

### Нутрицевтики в продуктах харчування
Нутрицевтики випускають також у формі традиційних продуктів харчування (функціональні продукти харчування), що використовуються для повсякденного харчування та в процесі виробництва додатково збагачені (нутрифікація) активними речовинами рослинного або біологічного походження (компонентами), що раніше не були присутні в цих продуктах. За такого виробництва застосовується система управління та контролю за безпекою харчових продуктів. Функціональні продукти на відміну від лікарських форм БАДів мають звичний для споживача вигляд і не вимагають такої жорсткої сертифікації.